# 1126 Отеро
1126 Отеро (1126 Otero) — астероїд головного поясу, відкритий 11 січня 1929 року.
Тіссеранів параметр щодо Юпітера — 3,589.